# Anectropis ningpoaria
Anectropis ningpoaria là một loài bướm đêm trong họ Geometridae.